# 30 ноември
30 ноември е 334-тият ден в годината според григорианския календар (335-и през високосна). Остават 31 дни до края на годината.

## Събития
- 1406 г. – Григорий XII е избран за папа.
- 1700 г. – В битката при Нарва шведската армия, предвождана лично от крал Карл XII, побеждава значително по-многобройната руска армия на Петър Велики.
- 1789 г. – Генуа продава на Франция остров Корсика.

- 1829 г. – Съгласно решенията на Лондонската конференция Турция се задължава да даде пълна независимост на Гърция.
- 1853 г. – Руският военен флот унищожава турските военни кораби в морската битка при Синоп.
- 1919 г. – Приет е Закон за търговията със зърнени храни и с произведенията от тях, с който се установява държавен монопол върху износа на зърнени храни от България.
- 1922 г. – В състава на РСФСР е образувана Чеченска автономна област.
- 1936 г. – По време на пожар в Лондон изгаря построената през 1851 г. палата на Великото изложение, известна като Кристалната палата.
- 1938 г. – Правителството на Чехословакия капитулира и се съгласява да изпълни подписаното в Мюнхен съглашение между Хитлеристка Германия, Италия, Франция и Великобритания, което дава право на Германия да анексира Судетската област на Чехословакия, с 30 % население от немски произход.

- 1939 г. – Зимната война: Червената армия нахлува във Финландия, което е начало на войната.
- 1942 г. – Втората световна война: Провежда се морската битка при Тасафоранга между японските и американските военни флотове.
- 1944 г. – Втората световна война: С освобождаването на сръбския град Нови Пазар от Първа армия завършва първата фаза от участието на България във Втората световна война на страната на Антихитлеристката коалиция.
- 1956 г. – Американският телевизионен канал Си Би Ес за първи път използва видеокасета за излъчване на програма в ефир.
- 1962 г. – Бирманският политик У Тан е избран за генерален секретар на ООН.
- 1966 г. – Барбадос получава национална независимост от Великобритания и приема националното знаме на Барбадос.
- 1967 г. – Британският протекторат Южен Йемен обявява независимост.
- 1975 г. – Основана е Народно-революционната партия на Бенин.
- 1979 г. – „Пинк Флойд“ прави премиера на албума си The Wall.
- 1982 г. – Излиза на пазара най-продаваният албум за всички времена Thriller на Майкъл Джаксън.
- 1993 г. – Подписан е договор между Абхазия и Грузия за прекратяване на военния конфликт между двете държави.
- 1993 г. – Президентът Борис Елцин утвърждава новия Герб на Русия.
- 1998 г. – 32-годишният македонски премиер Любчо Георгиевски става най-младия министър-председател в света.
- 2004 г. – Самолетът при полет 538 на „Лайън Еър“ се разбива при приземяване на международното летище „Адизомармо“, Суракарта и убива 25 души на борда.
- 2021 г. – Барбадос се обявява за република.

## Родени
- 1427 г. – Казимир IV, велик литовски княз и полски крал († 1492 г.)
- 1508 г. – Андреа Паладио, италиански архитект († 1580 г.)
- 1554 г. – Филип Сидни, английски поет († 1586 г.)
- 1667 г. – Джонатан Суифт, британски и ирландски писател († 1745 г.)
- 1699 г. – Кристиан VI, крал на Дания и Норвегия († 1746 г.)
- 1756 г. – Ернст Хладни, германски физик – акустик († 1827 г.)
- 1760 г. – Сеишу Ханаока, японски лекар († 1835 г.)
- 1796 г. – Карл Льове, немски композитор († 1869 г.)
- 1810 г. – Оливър Уинчестър, американски конструктор и предприемач († 1880 г.)
- 1817 г. – Теодор Момзен, германски историк, поет и правист († 1903 г.)
- 1825 г. – Вилиам Адолф Бугро, френски живописец († 1905 г.)
- 1835 г. – Марк Твен (истинско име – Самюъл Лангхорн Клемънс), американски писател († 1910 г.)
- 1862 г. – Христо Славейков, български юрист и политик († 1935 г.)
- 1869 г. – Нилс Густаф Дален, шведски физик и изобретател, Нобелов лауреат през 1912 г. († 1937 г.)
- 1874 г. – Люси Монтгомъри, канадска писателка († 1942 г.)
- 1874 г. – Уинстън Чърчил, министър-председател на Обединеното кралство, Нобелов лауреат през 1953 г. († 1965 г.)
- 1879 г. – Петко Стоянов, български финансист († 1973 г.)
- 1882 г. – Гюнтер фон Клуге, германски фелдмаршал († 1944 г.)
- 1889 г. – Едгар Ейдриън, английски физиолог, Нобелов лауреат през 1932 г. († 1977 г.)
- 1924 г. – Георги Стоянов-Бигор, български кинодеец, сценарист и режисьор († 2014 г.)
- 1926 г. – Ендрю Виктор Шели, американски физиолог и биохимик, Нобелов лауреат през 1987 г.
- 1935 г. – Стоян Андов, политик от Северна Македония († 2024 г.)
- 1937 г. – Едуард Артемиев, руски композитор († 2022 г.)
- 1937 г. – Ридли Скот, британски режисьор
- 1941 г. – Иван Цанев, български поет
- 1943 г. – Терънс Малик, американски режисьор
- 1945 г. – Роджър Глоувър, британски басист (Deep Purple)
- 1952 г. – Манди Патинкин, американски актьор
- 1954 г. – Ивайло Калоянчев, български актьор
- 1955 г. – Анди Грей, шотландски футболист и коментатор
- 1955 г. – Били Айдъл, английски рок музикант
- 1955 г. – Кевин Конрой, американски актьор († 2022 г.)
- 1956 г. – Иван Станков, български преводач
- 1958 г. – Миодраг Йешич, сръбски футболист и треньор († 2022 г.)
- 1960 г. – Гари Линекер, британски футболист
- 1964 г. – Томас Хетхе, немски писател
- 1965 г. – Александър Бончев, български футболист
- 1965 г. – Бен Стилър, американски актьор
- 1965 г. – Ясен Попов, автомобилен състезател
- 1966 г. – Мика Сало, финландски пилот от Формула 1
- 1967 г. – Алберт Остермайер, немски поет
- 1977 г. – Теодор Василев, политолог и анализатор
- 1981 г. – Евгени Курдов, български футболист
- 1982 г. – Владислав Василев, български футболист
- 1982 г. – Илайша Кътбърт, канадска актриса
- 1984 г. – Гергана, българска попфолк певица
- 1985 г. – Кейли Куоко, американска актриса
- 1987 г. – Николета Лозанова, топ-модел
- 1990 г. – Магнус Карлсен, норвежки шахматист
- 1991 г. – Пламен Илиев, български футболист, вратар

## Починали
- 65 г. или 70 – Свети апостол Андрей Първозвани, (* ?)
- 912 г. – Отон I, херцог на Саксония (* ? г.)
- 1603 г. – Уилям Гилбърт, английски физик (* 1544 г.)
- 1647 г. – Бонавентура Кавалиери, италиански математик (* 1598 г.)
- 1694 г. – Марчело Малпиги, италиански лекар, анатом и микроскопист (* 1628 г.)
- 1718 г. – Карл XII, крал на Швеция (* 1682 г.)
- 1731 г. – Брук Тейлър, английски математик (* 1685 г.)
- 1784 г. – Андрей Лексел, руски астроном (* 1740 г.)
- 1836 г. – Пиер-Симон Жирар, френски инженер (* 1765 г.)
- 1845 г. – Нилс Сестрьом, шведски химик, откривател на ванадия (* 1787 г.)
- 1846 г. – Фридрих Лист, германски икономист (* 1789 г.)
- 1900 г. – Оскар Уайлд, ирландски драматург и поет (* 1854 г.)
- 1913 г. – Лора Каравелова, общественичка (* 1886 г.)
- 1935 г. – Фернанду Песоа, португалски поет (* 1888 г.)
- 1938 г. – Корнелиу Кодряну, румънски политик – националист (* 1899 г.)
- 1939 г. – Белла Кун, унгарски политик – комунист (* 1886 г.)
- 1943 г. – Тодор Ангелов, български терорист (* 1900 г.)
- 1944 г. – Михаил Джеров, български революционер (* 1879 г.)
- 1953 г. – Франсис Пикабиа, френски художник и поет (* 1879 г.)
- 1954 г. – Вилхелм Фуртвенглер, германски диригент (* 1886 г.)
- 1955 г. – Александър Балабанов, български писател, поет, литературен критик (* 1879 г.)
- 1956 г. – Лудвик Куба, чешки художник (* 1863 г.)
- 1957 г. – Бениамино Джили, италиански оперен певец – тенор (* 1890 г.)
- 1972 г. – Димитър Домузчиев, български музикант и общественик (* 1912 г.)
- 1976 г. – Иван Якубовски, съветски маршал (* 1912 г.)
- 1982 г. – Константин Колев, български писател (* 1930 г.)
- 1982 г. – Филип Кутев, български фолклорист и композитор (* 1903 г.)
- 1984 г. – Дико Илиев, български фолклорен композитор (* 1898 г.
- 1997 г. – Петър Ступел, български композитор (* 1923 г.)
- 2009 г. – Милорад Павич, сръбски писател (* 1929 г.)
- 2013 г. – Пол Уокър, американски актьор (* 1973 г.)

## Празници
- Православна и Католическа църква – Св. апостол Андрей Първозвани (Андреевден)
- Ден на движението Градове за живота – 500 града в целия свят декларират срещу смъртното наказание
- Барбадос – Ден на независимостта (от Великобритания, 1966 г., национален празник)
- Италия – Празник на град Амалфи
- Йемен – Ден на евакуацията (чества се даването на независимост през 1967 г. на Южен Йемен от страната на Великобритания, до сливането на двете държави през 1990 г. денят е бил национален празник в Южен Йемен)
- САЩ – Край на сезона на ураганите
- Филипини – Ден на националния герой Андрес Бонифацио
- Шотландия – Ден на патрона Свети Андрей (национален празник)
- Световен ден на константата е, защото 30/11 е най-популярното приближение на нейната стойност.